# 美国空军中国航空航天研究所

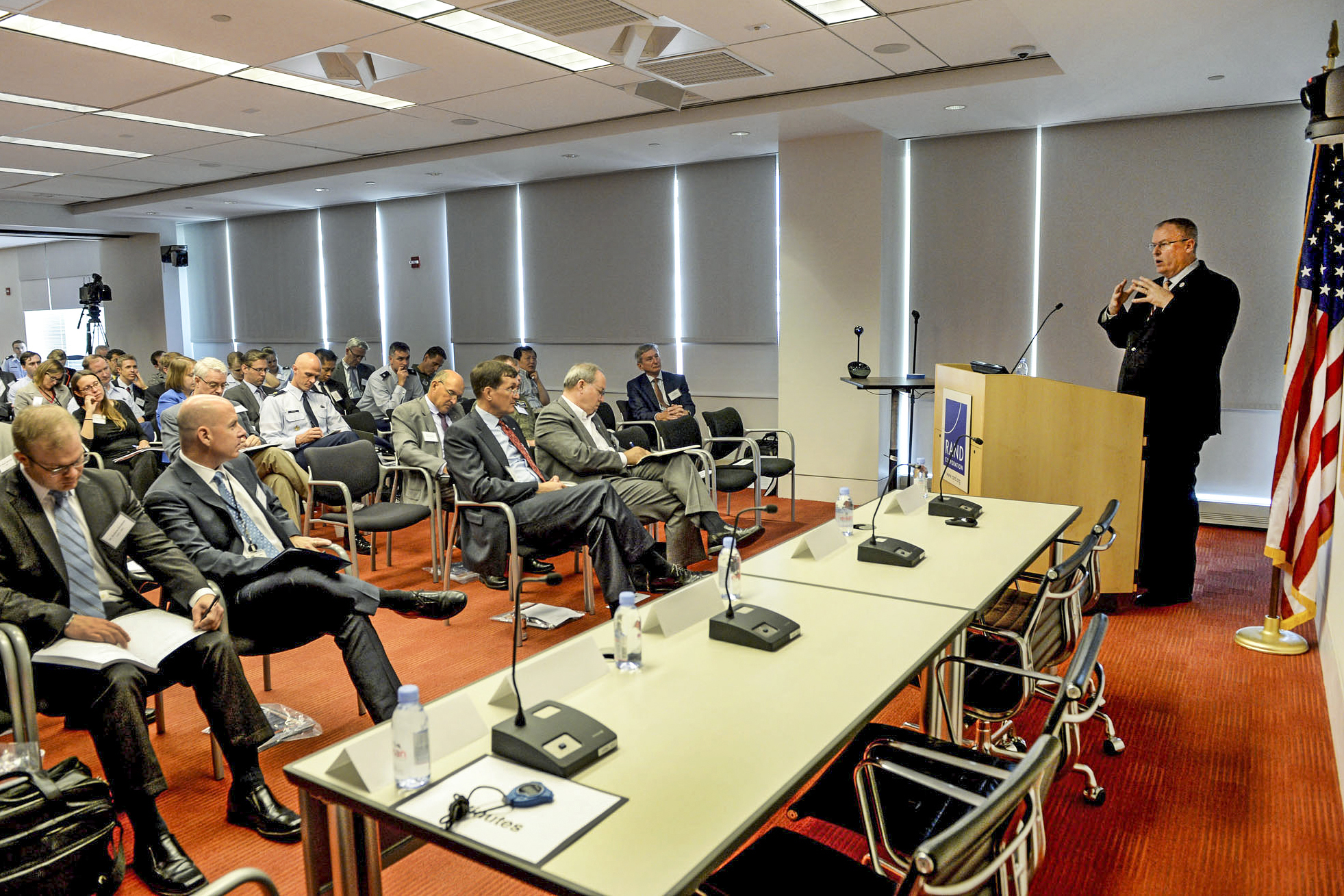
美国国防部副部长罗伯特·沃克在中国航空航天研究所成立会议上演讲

美国空军中国航空航天研究所（简称CASI）是美国空军下设的一家智库，列在美國空軍大學。该研究所最初由兰德公司发起，成立于2015年6月22日，旨在响应奥巴马政府提出的亚太再平衡战略。2017年，该研究所正式成为美国空军支持的机构，位于阿拉巴马州的麦克斯韦-甘特空军基地里面的勒梅中心（LeMay Center）。目前该研究所有8名成员，包括一名博士主任、3名美国空军制服人员和4名文职人员。所有成员都具备中文听说读写能力，并分别在麦克斯韦空军基地和华盛顿特区麦克奈尔堡（Fort McNair）的美国国防大学设有办公室。
该研究所的职责是评估中国的航空航天相关训练和作战能力，为美国国防部和美国政府的决策制定者提供专家研究和分析支持。研究所的口号是“在天上飞的一切”（"Everything that Flies"），明确体现了其针对中国研究的广泛范围。不过其重点主要研究中国的军事航空、太空和导弹部队，利用公开的中文资源，深入分析中国在这些领域的内部讨论和交流方式。

## 相关报告
- 2022年10月24日公布了中国人民解放军火箭军组织结构的报告，详细梳理了火箭军的内部人事结构及在全国的部署，具体信息包括基地地址、部队主要功能、负责人的中英文姓名和部队番号等等[6]。报告中以树状图显示了火箭军各个部门主要负责人的照片、姓名和他们彼此的关系。报告还在中国地图上标注出火箭军在全国各地的部署情况。[7][8]该报告被认为触发了中共中央对中国人民解放军火箭军高层腐败问题的调查与处置。
- 2024年2月20日发布了一篇分析钱学森关于复杂系统工程的专题报告，旨在通过剖析钱学森在工程和国家管理上的方法论，进一步理解中国政府的运作方式。[9]